# Rhinophis
Rhinophis es un género de ofidio de la familia Uropeltidae. Las  especies conocidas se distribuyen por la India y Ceilán.

## Especies
Listadas alfabéticamente:
- Rhinophis blythii Kelaart, 1853
- Rhinophis dorsimaculatus Deraniyagala, 1941
- Rhinophis drummondhayi Wall, 1921
- Rhinophis erangaviraji Wickramasinghe, Vidanapathirana, Wickramasinghe & Ranwella, 2009
- Rhinophis fergusonianus Boulenger, 1896
- Rhinophis goweri[2] Aengals & Ganesh, 2013
- Rhinophis homolepis Hemprich, 1820
- Rhinophis lineatus Gower & Maduwage, 2011
- Rhinophis martin[3] Gower, Sampaio, Vidanapathirana & Wickramasinghe, 2024
- Rhinophis oxyrhynchus (Schneider, 1801) (especie tipo)
- Rhinophis philippinus (Cuvier, 1829)
- Rhinophis porrectus Wall, 1921
- Rhinophis punctatus Müller, 1832
- Rhinophis sanguineus Beddome, 1863
- Rhinophis travancoricus Boulenger, 1892
- Rhinophis tricolorata Deraniyagala, 1975
- Rhinophis zigzag Gower & Maduwage, 2011